# Печерне драпування

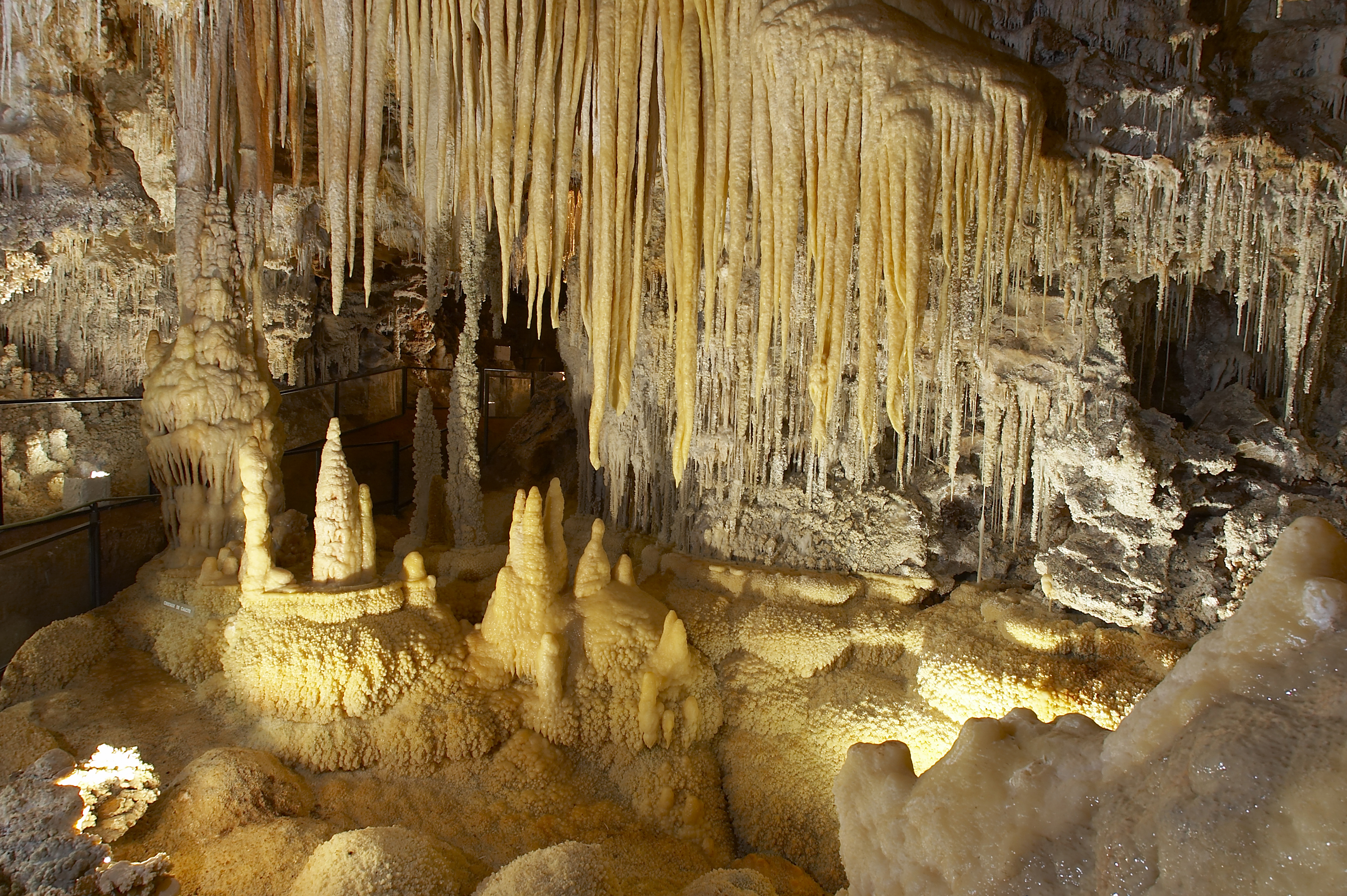
Сталактити (зверху) та сталагміти (знизу) утворюють «драпування печери».

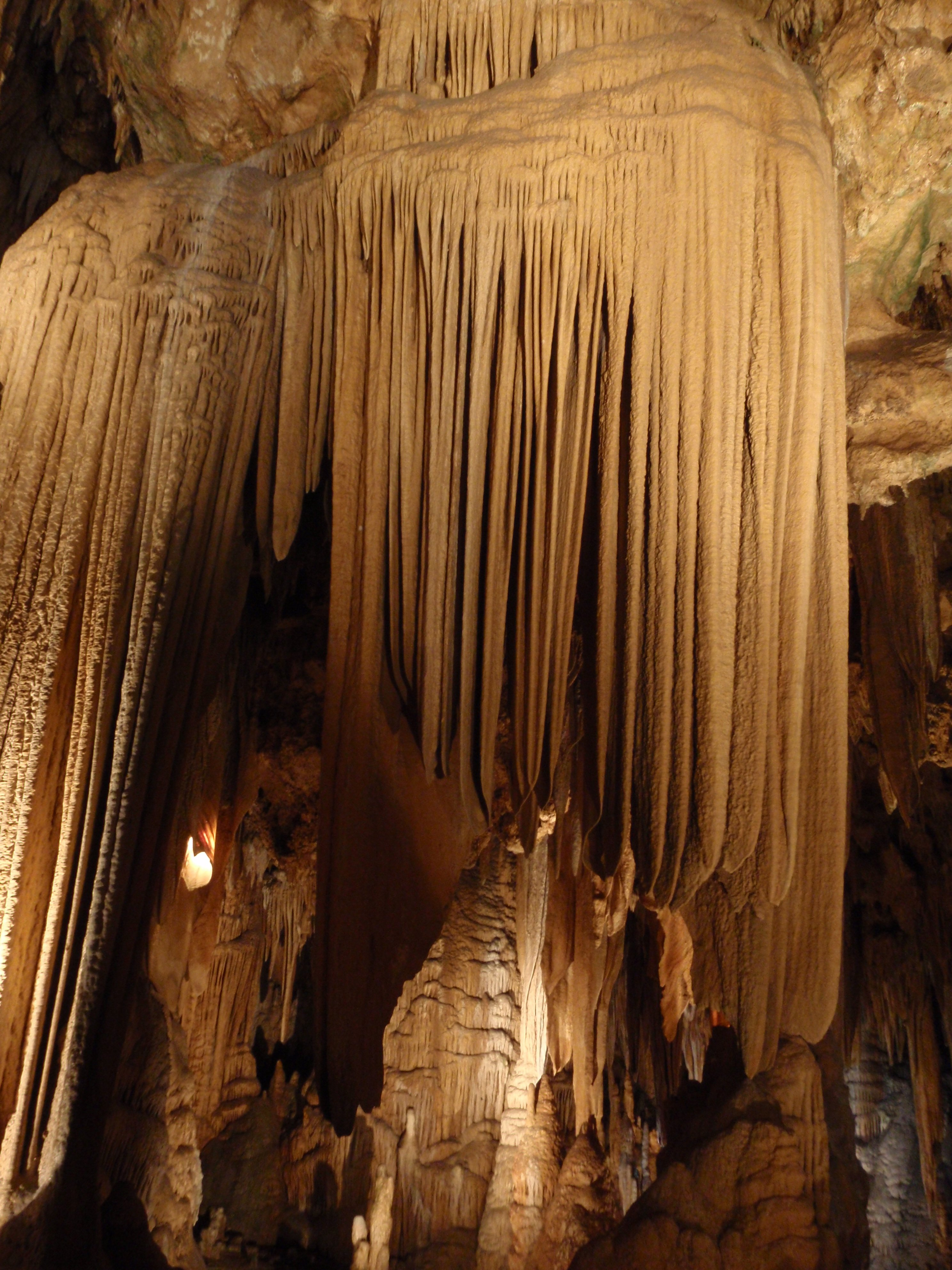
Варіант «драпування печери».

Драпування печери (печерне драпування) — у спелеології термін, який вживається для означення характерних кристалічних утворень, що звисають із склепінь печер і нагадують драповану тканину.
Утворення формуються на стелі печери і, спускаючись, простягаються аж до підлоги, утворюючи таким чином немов завісу.